# Eberhard Siewert
Eberhard Siewert (ur. 24 marca 1934 w Chemnitz) – wschodnioniemiecki generał, szef Szkoły Wywiadu Wojskowego NAL NRD. 

## Życiorys
Pochodzenie robotnicze, syn murarza. W 1952 ukończył szkołę średnią i wstąpił do NSPJ. Ukończył ekonomię w Wyższej Szkole Ekonomicznym (Hochschule für Ökonomie) w Berlinie-Karlshorst (1956). Wstąpił do Służby Wywiadu Wojskowego, pełniąc m.in. funkcje oficera (1956–1958) i kierownika wydziału (1958–1972). Odbył studia w Akademii Wojskowej NAL w Dreźnie (Militärakademie Friedrich Engels – MAK Friedrich Engels) (1970–1971). Awansowany na zastępcę szefa wywiadu ds. rozpoznania strategicznego (1972–1980), zastępcy szefa ds. wywiadu agencyjnego (1980–1982), mianowany generałem majorem (1982) i komendantem Wojskowego Instytutu Naukowego (Militärwissenschaftliches Institut - MWI), ośrodka kształcenia kadr wywiadu wojskowego NAL NRD w Klietz (1982–1990).  